# Provincia de Tumaco-Barbacoas
La provincia de Tumaco-Barbacoas es una de las cinco provincias en que se subdividía el departamento colombiano de Nariño. Esta región hace parte de los territorios focalizados PDET.
Comprende los municipios de Barbacoas, El Charco, Francisco Pizarro, La Tola, Magüí Payán, Mosquera, Olaya Herrera, Roberto Payán, Santa Bárbara y Tumaco.